# Rietumu Bank-Riga/Saison 2008
Dieser Artikel listet Erfolge und Mannschaft des Radsportteams Rietumu Bank-Riga in der Saison 2008 auf.

## Erfolge in der UCI Europe Tour
In den Rennen der Saison 2008 der UCI Europe Tour gelangen die nachstehenden Erfolge.
| Datum        | Rennen                           | Fahrer               |
| ------------ | -------------------------------- | -------------------- |
| 11. April    | 1. Etappe Circuit des Ardennes   | Aleksejs Saramotins  |
| 20. April    | 4. Etappe Rhone Alpes Isère Tour | Alexander Mironow    |
| 7. Mai       | 1a. Etappe Five Rings of Moscow  | Mart Ojavee          |
| 23. Mai      | Tallinn-Tartu GP                 | Mart Ojavee          |
| 24. Mai      | SEB Tartu GP                     | Aleksejs Saramotins  |
| 15. Juli     | 1. Etappe Way to Pekin           | Alexander Mironow    |
| 16. Juli     | 2. Etappe Way to Pekin           | Sergei Firsanow      |
| 17. Juli     | 3. Etappe Way to Pekin           | Sergei Firsanow      |
| 18. Juli     | 4. Etappe Way to Pekin           | Mart Ojavee          |
| 19. Juli     | 5. Etappe Way to Pekin           | Justas Volungevičius |
| 20. Juli     | 7. Etappe Way to Pekin           | Sergei Firsanow      |
| 14.–22. Juli | Gesamtwertung Way to Pekin       | Sergei Firsanow      |
| 2. August    | Scandinavian Open Road Race      | Aleksejs Saramotins  |
| 5. September | 3. Etappe Slowakei-Rundfahrt     | Aleksejs Saramotins  |
| 7. September | 5. Etappe Slowakei-Rundfahrt     | Sergei Firsanow      |

## Zugänge – Abgänge
| Zugänge                    | Team 2007                    | Abgänge                    | Team 2008          |
| -------------------------- | ---------------------------- | -------------------------- | ------------------ |
| Silvar Kibur               | Kalev Chocolate              | Caspar Austa               | Dynatek-Latvia     |
| Mart Ojavee                | Kalev Chocolate              | Normunds Lasis             | Dynatek-Latvia     |
| Iwan Seledkow              | Moscow Stars                 | Viesturs Lukševics         | Dynatek-Latvia     |
| Ludovic Capelle            | Roubaix Lille Métropole      | Raivo Maimre               | Dynatek-Latvia     |
| Artūrs Ansons              | Ex-Profi (Rietumu Bank 2005) | Arturs Malenders           | Dynatek-Latvia     |
| Indulis Bekmanis           | Neoprofi                     | Oļegs Meļehs               | Dynatek-Latvia     |
| Justas Volungevičius       | Neoprofi                     | Herberts Pudans            | Dynatek-Latvia     |
| Magnus Darvell (ab 01.06.) | Neoprofi                     | Artis Roze                 | GS Palazzago (ITA) |
| Roman Kolzow (ab 20.07.)   | Neoprofi                     | Tarmo Raudsep              | Unbekannt          |
|                            |                              | Artūrs Ansons (bis 20.07.) | Unbekannt          |

## Mannschaft
| Name                 | Geburtstag        | Nationalität | Team 2009                    |
| -------------------- | ----------------- | ------------ | ---------------------------- |
| Indulis Bekmanis     | 21. Februar 1989  | Lettland     | Team Rietumu Bank Riga       |
| Ludovic Capelle      | 27. Februar 1976  | Belgien      | Continental Team Differdange |
| Magnus Darvell       | 2. Juni 1982      | Schweden     |                              |
| Kalvis Eisaks        | 7. März 1983      | Lettland     | Team Rietumu Bank Riga       |
| Sergei Firsanow      | 3. Juli 1982      | Russland     | Team Designa Køkken          |
| Silvar Kibur         | 10. November 1986 | Estland      | CC Villeneuve St Germains    |
| Roman Kolzow         | 7. Januar 1981    | Russland     | CSK VVS Samara               |
| Alexander Mironow    | 22. Januar 1984   | Russland     | Katjuscha Continental Team   |
| Mart Ojavee          | 9. November 1981  | Estland      | Cycling Club Bourgas         |
| Kristofers Rācenājs  | 13. Dezember 1985 | Lettland     | Team Rietumu Bank Riga       |
| Aleksejs Saramotins  | 8. April 1982     | Lettland     | Team Designa Køkken          |
| Iwan Seledkow        | 5. Januar 1983    | Russland     |                              |
| Martinš Trautmanis   | 7. Juli 1988      | Lettland     | Team Rietumu Bank Riga       |
| Toms Veinbergs       | 11. Juli 1986     | Lettland     |                              |
| Justas Volungevičius | 30. November 1985 | Litauen      |                              |